# Espionage
Cet article possède un paronyme, voir Espionnage.
Pour le film de 1937, voir Espionnage (film, 1937).
Espionage est une série télévisée d'anthologie britannique en 24 épisodes de 48 minutes diffusée du 2 octobre 1963 au 20 mai 1964 sur ITV. Elle a aussi été diffusée aux États-Unis sur le réseau NBC.
Cette série est inédite dans tous les pays francophones.

## Épisodes
| Titre                               | Date             | Réalisateur         | Acteurs |
| A Covenant with Death               | 2 octobre 1963   | Stuart Rosenberg    | David Kossoff, Aubrey Morris, George Roubicek, John G. Heller |
| The Weakling                        | 9 octobre 1963   | Stuart Rosenberg    | John Gregson, Dennis Hopper, Patricia Neal, Steve Plytas, Roger Avon |
| The Incurable One                   | 16 octobre 1963  | Stuart Rosenberg    | Steven Hill, Frederick Schiller, Martin Miller, Norman Mitchell, Andrew Sachs                                                                                           |
| The Gentle Spies                    | 23 octobre 1963  | David Greene        | Barry Foster, Angela Douglas, Godfrey Quigley, Joan Hickson, Michael Hordern, Eric Pohlmann                                                                             |
| He Rises on Sunday and We on Monday | 30 octobre 1963  | David Greene        | T. P. McKenna, Patrick Troughton, Billie Whitelaw, Andrew Keir, Maurice Good                                                                                            |
| To the Very End                     | 6 novembre 1963  | David Greene        | James Fox, Michael Anderson, Jr., Clifford Evans (en), Robert Cawdron                                                                                                   |
| The Dragon Slayer                   | 13 novembre 1963 | William T. Kotcheff | Sam Kydd, Patrick Cargill, Thorley Walters, Peter Dyneley, Alan Tilvern, Cyril Shaps, Ric Young, Stephen Jack, Michael Chow, Kristopher Kum, Milton Reid                |
| The Whistling Shrimp                | 20 novembre 1963 | Stuart Rosenberg    | Dana Elcar |
| The Light of a Friendly Star        | 4 décembre 1963  | James Sheldon       | Carl Schell, Loretta Parry, Ronald Howard, Donald Pickering, George Pravda, John Herrington, Ian Fleming                                                                |
| Festival of Pawns                   | 11 décembre 1963 | James Sheldon       | Diane Cilento, Sam Wanamaker, Peter Howell, Dennis Edwards, Mark Hardy                                                                                                  |
| A Camel to Ride                     | 18 décembre 1963 | Fielder Cook        | Bill Travers, Marne Maitland, Roger Delgado, Sandor Elès, Vernon Dobtcheff, Derek Sydney, Anthony Jacobs, Edward Underdown, Gertan Klauber, Tracy Connell               |
| Never Turn Your Back on a Friend    | 1er janvier 1964 | Michael Powell      | Mark Eden, Donald Madden, Julian Glover, Pamela Brown |
| Medal for a Turned Coat             | 15 janvier 1964  | David Greene        | Nigel Stock, Fritz Weaver, Joseph Furst, Sylvia Kay, Richard Carpenter, Michael Wolf, Carl Conway, David Blake Kelly                                                    |
| The Final Decision                  | 22 janvier 1964  | Ray Herbert         | Martin Balsam, Alan Gifford, Ann Lynn (en), Richard Marner, James Maxwell, Gordon Sterne                                                                                |
| Do You Remember Leo Winters?        | 29 janvier 1964  | Robert Butler       | George A. Cooper, Peter Madden, Cyril Luckham, Rhoda Lewis, Brian Peck, Mostyn Evans, Alan Haywood, David Healy                                                         |
| We the Hunted                       | 5 février 1964   | Ken Hughes          | Joseph Campanella, Anthony Dawson |
| The Frantick Rebel                  | 12 février 1964  | Michael Powell      | Roger Livesey, Stanley Baxter, Jill Bennett, Bernard Bresslaw, Max Adrian, Graham Crowden, Gordon Gostelow, Edward Jewesbury, Declan Mulholland, Edna Doré, Patsy Byrne |
| Castles in Spain                    | 19 février 1964  | Anton M. Leader     | Roland Culver, David Spenser |
| Snow on Mount Kama                  | 26 février 1964  | David Greene        | Bernard Lee, Nigel Davenport, Geoffrey Chater, Howard Lang, Ilario Bisi-Pedro                                                                                           |
| Once a Spy…                         | 4 mars 1964      | David Greene        | Peter Vaughan, Millicent Martin, Earl Cameron, William Lucas, Basil Dignam, Harry Landis, Eric Thompson, Shay Gorman, Glynn Edwards, Dickie Owen, Tom Bowman            |
| The Liberators                      | 11 mars 1964     | Seth Holt           | Donald Pleasence, Leonard Sachs, Jeremy Spenser, John Bennett |
| Some Other Kind of World            | 18 mars 1964     | Herbert Hirschman   | John Hollis, Alan Tilvern, George Pastell, Jeffry Wickham, David Healy, Bruce Boa, John Tillinger, Richard Marner                                                       |
| A Free Agent                        | 21 mars 1964     | Michael Powell      | Anthony Quayle, Siân Phillips, Norman Foster, John Abineri, Gertan Klauber                                                                                              |
| A Tiny Drop of Poison               | 20 mai 1964      | Herbert Hirschman   | Louise Sorel, Jim Backus, Jack May, Charles Lloyd-Pack |